# Saponaria
Genre
Classification APG III (2009)
Saponaria est un genre de plantes à fleurs de la famille des Caryophyllaceae. Plusieurs espèces sont appelées saponaires. 
Le genre doit son nom au fait que les rhizomes de plusieurs espèces contiennent des saponines faisant mousser l'eau et leur permettant (au moins pour l'espèce Saponaria officinalis) d'être utilisées comme substitut du savon, d'où ses autres noms d’herbe à savon, savon du fossé, savonnière ou herbe à femme. On en connaît en tout une vingtaine d'espèces, le plus souvent méditerranéennes.
Ce sont des plantes herbacées vivaces à feuilles simples et entières, opposées. Long calice tubulé à cinq dents avec de nombreuses nervures (de 15 à 25). Corolle à cinq pétales roses ou jaunes avec des écailles à la gorge. Dix étamines et généralement deux styles. Le fruit est une capsule à quatre valves.

## Liste d'espèces
Selon ITIS (6 oct. 2011) :
- Saponaria bellidifolia Sm. - Saponaire à feuilles de Pâquerette
- Saponaria caespitosa DC. - Saponaire gazonnante
- Saponaria lutea L. - Saponaire jaune
- Saponaria ocymoides L. - Saponaire de Montpellier
- Saponaria officinalis L. - Saponaire officinale
- Saponaria orientalis L. - Saponaire d'Orient
- Saponaria pumilio (L.) Fenzl ex A. Braun

Selon NCBI (23 juillet 2024) :
- Saponaria atocioides
- Saponaria bellidifolia
- Saponaria bodeana
- Saponaria caespitosa
- Saponaria calabrica
- Saponaria atocioides
- Saponaria bellidifolia
- Saponaria bodeana
- Saponaria caespitosa
- Saponaria calabrica
- Saponaria cerastoides
- Saponaria chlorifolia
- Saponaria cypria
- Saponaria cypria x Saponaria haussknechtii
- Saponaria floribunda
- Saponaria glutinosa
- Saponaria griffithiana
- Saponaria haussknechtii
- Saponaria intermedia
- Saponaria intricata
- Saponaria kermanensis
- Saponaria kotschyi
- Saponaria lutea
- Saponaria makranica
- Saponaria mesogitana
- Saponaria ocymoides
- Saponaria officinalis
- Saponaria orientalis
- Saponaria pamphylica
- Saponaria pinetorum
- Saponaria prostrata
- Saponaria pumila
- Saponaria pumilio
- Saponaria sicula
- Saponaria stenopetala
- Saponaria subrosularis
- Saponaria x wiemanni
- Saponaria zapaterii